# Chercher le vent
 (août 2023).
Chercher le vent est un roman écrit par le Québécois Guillaume Vigneault, publié en 2001 aux éditions Boréal Compact. Il remporte en 2002 le prix Philippe-Rossillon.

## Résumé
Jacques « Jack » Dubois vit isolé dans un état de léthargie après avoir tout laissé tomber à la suite de la séparation avec sa conjointe Monica. Son ex-beau-frère bipolaire Tristan le convainc toutefois de partir en road trip avec lui et ainsi le sortir de sa torpeur. En cours de route, une étudiante catalane, Nuna, se joint au voyage. Le trajet les mène du Québec à La Nouvelle-Orléans dans la vieille Buick Regal bleue de Jack.

## Étude consacrée
- (de) Jara Rossenbach: Die Reise als identitätsbildender Impuls im Québecer Roman. Shaker, Aachen 2018 (Thèse Technische Hochschule Aix-la-Chapelle), pp 300 – 318